# Kagalnik
Kagalnik (ros. Кагальник) – wieś w Rosji, w obwodzie rostowskim, w rejonie azowskim. W 2021 liczyła 9177 mieszkańców.

## Urodzeni
- Moisiej Ruchimowicz - radziecki polityk.